# 国際連合アオゾウ帯監視団
国際連合アオゾウ帯監視団（こくさいれんごうオアゾウたいかんしだん United Nations Aouzou Strip Observer Group,UNASOG）は、チャドのアオゾウ地帯に展開した国際連合平和維持活動。1994年5月4日の国際連合安全保障理事会決議915に基づき設立された。リビア軍のアオゾウ地帯からの撤退監視を行った。

## 概要
アオゾウ地帯はリビアとチャドの係争地帯であり、リビアが1973年に侵攻した。これはチャド・リビア紛争へと発展し、1987年まで占領を継続していた。トヨタ戦争時のチャドの攻勢によりリビア軍は撃破され、停戦・和平に伴いアオゾウ地帯からほぼ撤退していた。
1994年2月3日に国際司法裁判所の裁定により、アオゾウ地帯はチャド領とされた。両国は境界画定や残存リビア勢力の撤退のために協議を行い、国際連合へ支援を求めた。4月には国連の先遣要員が調査に入っていたが、国際連合安全保障理事会は5月4日に決議915を出し、最大40日間の期限で国際連合アオゾウ帯監視団 (UNASOG) を設立、両国の動きを支援することとした。
UNASOGは国際連合西サハラ住民投票ミッション (MINURSO) より一時的に人員が派遣されて編成された。規模は9名の軍事監視要員および6名の文民スタッフからなった。UNASOGはリビア軍の撤退行動を監視している両国の作業チームの行動を検証する任務を担った。リビア軍の撤退およびその検証作業は順調に進み、6月6日に任務完了報告を行い、6月13日に解散した。